# Египетски блок
Египетски блок (на арабски: الكتلة المصرية) е лявоцентристка политическа коалиция в Египет.
Тя е основана през 2011 година, след Египетската революция, от група секуларистки партии, за да се противопостави на политическото влияние на ислямисткото Мюсюлманско братство. В навечерието на парламентарните избори в края на годината няколко по-радикални партии се отделят в нова коалиция Революцията продължава, като в Египетски блок остават три партии - либералната Партия на свободните египтяни, социаллибералната Египетска социалдемократическа партия и социалистическата Национална прогресивна юнионистка партия.